# Сімон Ціоммер
Сімон Ціоммер (нім. Simon Cziommer, нар. 6 листопада 1980, Нордгорн) — колишній німецький футболіст, півзахисник. Більшу частину кар'єри провів виступаючи за нідерландські клуби.

## Ігрова кар'єра
Народився 6 листопада 1980 року в місті Нордорн. Вихованець футбольної школи клубу «Шютторф 09», з якої 1994 року потрапив в академію нідерландського «Твенте».

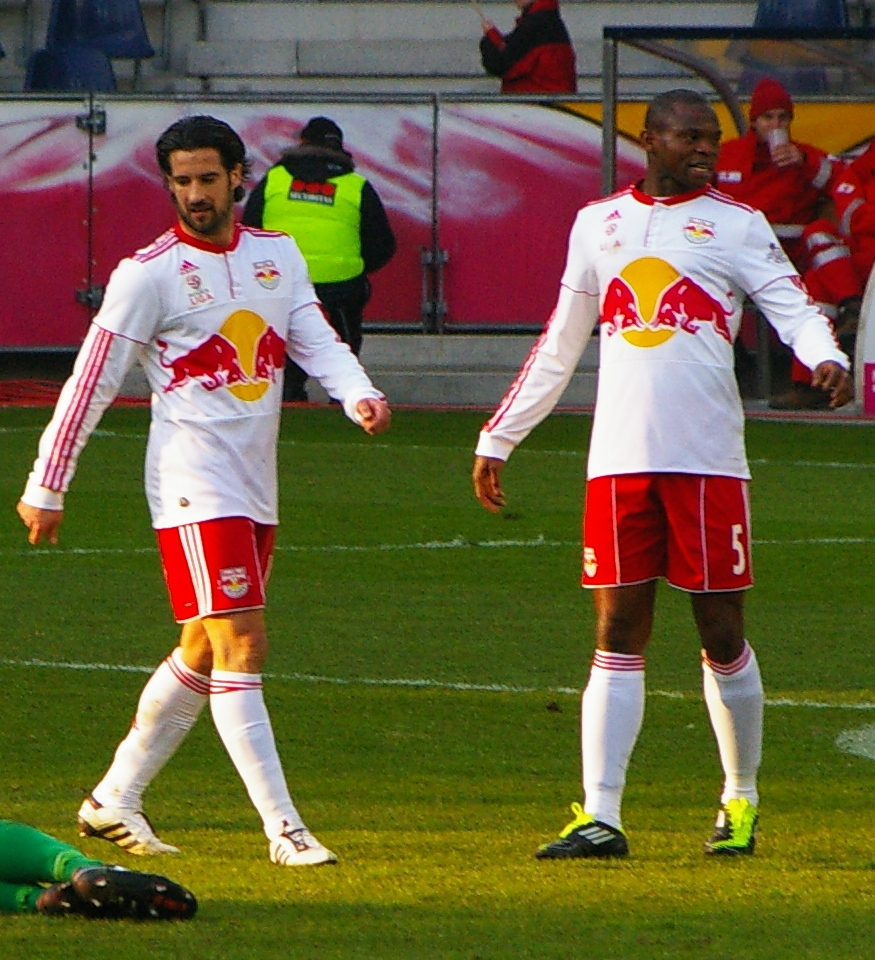
Сімон Ціоммер і Рабіу Афолабі під час виступів за «Ред Булл». 5 березня 2011 року.

У дорослому футболі дебютував 1999 року виступами за команду клубу «Твенте», в якій провів чотири сезони, взявши участь у 55 матчах чемпіонату, проте основним гравцем став лише в останньому сезоні.
2003 року повернувся на батьківщину, ставши гравцем «Шальке 04», проте закріпитись в команді не зумів і виступав на правах оренди за нідерландські «Твенте» та «Роду».
З 2006 року два сезони грав за АЗ, після чого ще сезон провів в оренді у «Утрехті».
Своєю грою за останню команду привернув увагу представників тренерського штабу клубу «Ред Булл», до складу якого приєднався влітку 2009 року. Відіграв за команду із Зальцбурга наступні три сезони своєї ігрової кар'єри. Більшість часу, проведеного у складі «Ред Булла», був основним гравцем команди і встиг відіграти за цей час 68 матчів в національному чемпіонаті і виграти два національні чемпіонства і один кубок.
Протягом сезону 2012/13 років захищав кольори «Вітесса».
2 вересня 2013 року на правах вільного агента підписав контракт з клубом «Гераклес» (Алмело), де провів два сезони. Всього встиг відіграти за команду з Алмело 51 матч в національному чемпіонаті.
14 жовтня 2015 року 34-річний Ціоммер оголосив, що він пішов з професійного футболу, після того як не зміг знайти клуб для продовження кар'єри.

## Виступи за збірну
Залучався до складу молодіжної збірної Німеччини (до 20 років). На молодіжному рівні зіграв у 12 офіційних матчах, забив 1 гол.

## Титули і досягнення
- Володар Кубка Нідерландів (1):

«Твенте»: 2000-01
- Чемпіон Австрії (2):

«Ред Булл»: 2009-10, 2011–12
- Володар Кубка Австрії (1):

«Ред Булл»: 2011–12